# Stanton St. Gabriel
Stanton St. Gabriel è un villaggio e parrocchia civile dell'Inghilterra, appartenente alla contea del Dorset.